# ジョージ・ウーレンベック

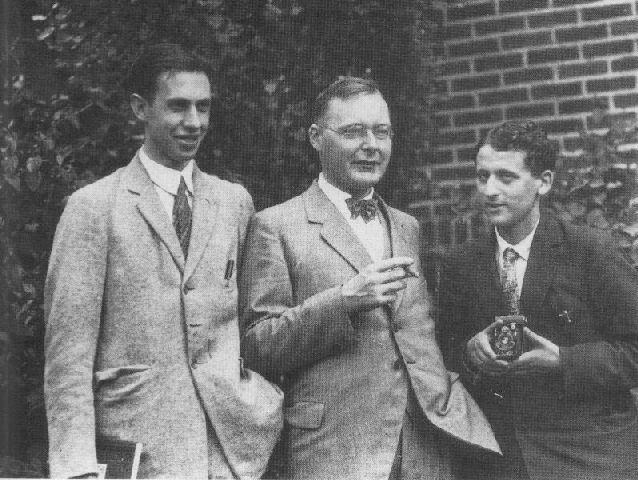
ウーレンベック、クラマース、ゴーズミット。1928年頃の写真。

ジョージ・ユージン・ウーレンベック（George Eugene Uhlenbeck、1900年12月6日 - 1988年10月31日）は、オランダ出身の理論物理学者である。彼は後にアメリカ合衆国に移住した。電子のスピンの概念を共同で提唱したことで特に知られている。

## 生い立ちと教育
ウーレンベックは1900年12月6日、当時オランダ領東インドのバタヴィア（現在のインドネシア、ジャカルタ）で生まれた。1918年にデン・ハーグの高等市民学校を卒業した後、デルフト工科大学で化学工学を学んだ。しかし、間もなく物理学と数学への関心を深め、1919年にライデン大学に転学した。
ライデン大学では、高名な物理学者パウル・エーレンフェストの指導を受け、彼の最も重要な科学的影響を受けることとなった。1920年には学士号に相当する学位を取得し、エーレンフェストの主催する物理学コロキウムに参加するようになった。1922年から1925年にかけては、ローマのオランダ大使の息子の家庭教師を務め、その間、トゥリオ・レヴィ＝チヴィタやヴィト・ボルテラの講義にも参加し、エンリコ・フェルミと生涯にわたる友情を築いた。1923年には修士号に相当する学位を取得した。

## 電子スピンの発見
1925年、ライデン大学に戻り、エーレンフェストの助手となったウーレンベックは、エーレンフェストの指示により、大学院生のサミュエル・ゴーズミットと共に当時の物理学の最新動向を調査することになった。この調査の過程で、1925年9月、ウーレンベックとゴーズミットは電子がそれ自身の角運動量（スピン）を持つという画期的な概念を提唱した。この概念は、電子の固有の性質であり、量子力学における重要な量子数の一つとして、原子の構造やスペクトル線の説明に不可欠なものとなった。彼らのこの発見は、後に物理学の基礎をなす画期的な貢献として評価されている。1927年、ウーレンベックはエーレンフェストの指導のもと、「量子論における統計的方法について」と題する論文で博士号を取得した。

## 職歴と研究
1927年に博士号を取得した後、ウーレンベックはアメリカ合衆国に移住し、ミシガン大学の教員となった。そこで彼は1935年まで物理学の講師および准教授を務め、この間に理論物理学のサマースクールを立ち上げ、多くの国際的な参加者を集めた。1935年から1939年までは、オランダに戻り、ユトレヒト大学で理論物理学の教授として、原子核物理学に関する初期の講義を行った。その間、1938年に半年ほどコロンビア大学で客員教授として教鞭を執った。
第二次世界大戦中、1943年から1945年まで、ウーレンベックはマサチューセッツ工科大学（MIT）の放射線研究所でレーダー関連の研究を行う理論グループを率いた。戦後、ミシガン大学に戻り、1954年にはヘンリー・カーハート物理学教授に任命された。1960年にはロックフェラー大学に移籍し、理論物理学の教授を務めた。1974年に同大学を退職した後も、物理学への関心を持ち続け、若手物理学者の指導や科学雑誌への論文査読者として活動した。
彼の研究分野は広範にわたり、電子スピンの発見以外にも、ブラウン運動の確率論的理論、統計力学、核物理学、宇宙線などの分野で重要な貢献を残している。特に、統計物理学を通じて原子レベルの物理と巨視的レベルの物理の関係を理解しようとする姿勢は、彼のキャリア全体にわたる主要なテーマであった。

## 受賞と栄誉
ウーレンベックは、その顕著な功績により、数多くの賞や栄誉を受けている。
- 1953年：リサーチコーポレーション賞
- 1955年：アメリカ物理教育者協会エルステッド・メダル（物理学教育への顕著な貢献に対して）
- 1955年：米国科学アカデミー会員選出
- 1964年：ドイツ物理学会マックス・プランク・メダル
- 1977年：国家科学メダル
- 1979年：ウルフ賞物理学部門（サミュエル・ゴーズミットと共同受賞）

また、ロックフェラー大学、ノートルダム大学、ケース工科大学、コロラド大学、イェシーバー大学などから名誉学位を授与されている。

## 晩年
ウーレンベックは1988年10月31日、コロラド州ボルダーで死去した。彼の功績は、現代物理学の基礎を築く上で極めて重要なものとして、今日でも高く評価されている。